# Katanga
Pour les articles homonymes, voir Katanga (homonymie).
« Katangais » redirige ici. Pour la milice française, voir Les Katangais.
1919–1960
1966–2015
Entités précédentes :
- District de Lualaba

Entités suivantes :
- État du Katanga (1960)
- Haut-Lomami
- Lualaba
- Haut-Katanga
- Tanganyika

Cet article possède un paronyme, voir Khatanga.
Le Katanga était, jusqu'en 2015, une province, la plus méridionale, de la république démocratique du Congo. Sa superficie était de 497 000 km2, soit environ la taille de l'Espagne. Le plateau du Katanga accueille de nombreuses fermes d'élevage et d'agriculture. L'Est (Manono) et le Sud (Lubumbashi, Kolwezi) de la province renferment de très importants gisements de cobalt, cuivre, fer, radium, uranium, et diamant.
En 2015, le Katanga est divisé en quatre nouvelles provinces suivantes: Tanganyika, Haut-Lomami, Lualaba et Haut-Katanga.

## Histoire

### Le Katanga précolonial
Selon certaines sources, les premiers habitants seraient des Pygmées. Les Bantous arrivèrent au seuil de notre ère et formèrent une myriade de peuples (Lamba, Sanga , Kahonde, Luba, tabwe, lunda, minungu, hemba, holoholo,bemba, etc. [réf. souhaitée]) apparentées mais souvent antagonistes. Chaque tribu avait son secteur économique. Les échanges se faisaient à dos d'hommes d'un village à l'autre.
Puis des marchands arabo-swahilis venus de Tanzanie arrivèrent dans le pays. Ils s'occupèrent du commerce et se marièrent avec des princes locaux. Les Arabo-Swahilis monopolisèrent le commerce de l'ivoire, des esclaves, des minerais, des épices, des armes, des textiles et des produits agricoles. [réf. souhaitée] De nombreuses tribus essayèrent de s'affranchir de leur domination.
Les Lundas contrôlaient le Sud du pays, tandis que les Balubas guerroyant contrôlaient le Nord, de la rivière Kasaï au lac Tanganyika. Les habitants utilisaient à côté du troc des croisettes de cuivre comme monnaie depuis le Xe siècle. C'est une monnaie d'échange alors à peine moins précieuse que l'ivoire. La fonte du cuivre était réservée à une secte masculine appelée « les mangeurs de cuivre ». Le symbole par excellence du Katanga était alors le cuivre. La production de cuivre était saisonnière (saison sèche pour la récolte de la malachite puis, en octobre, fonte dans un four en terre). La quantité de cuivre extraite de cette façon était estimée à plus ou moins 15 tonnes par an. La coulée était faite dans un moule de sable en forme de croix ; puis on l'étirait en fil de cuivre de différentes épaisseurs.
À la fin du XIXe siècle, un commerçant caravanier de Tanzanie, M'Siri, devenu beau fils d'un souverain local Wasanga appelé Katanga, fonda un éphémère royaume, le Garangeza, qui s'étendait entre la Lualaba et la Luapula et durera jusqu'à sa mort, lors de la prise de possession du territoire par les Belges en 1891. M'Siri se livrait à la traite des esclaves et livrait ses propres sujets à des commerçants swahilis, arabes, portugais ou mbundus contre des fusils. Il fut abattu par le colonel belge Bodson venu négocier au nom de la campagne anti-esclavagiste de l'État indépendant du Congo et qui, menacé par des guerriers de Wasanga, riposta en tuant le chef esclavagiste, mais en y laissant aussi la vie tout en ouvrant, d'un coup, le Katanga à la colonisation.

### Le Katanga sous contrôle belge

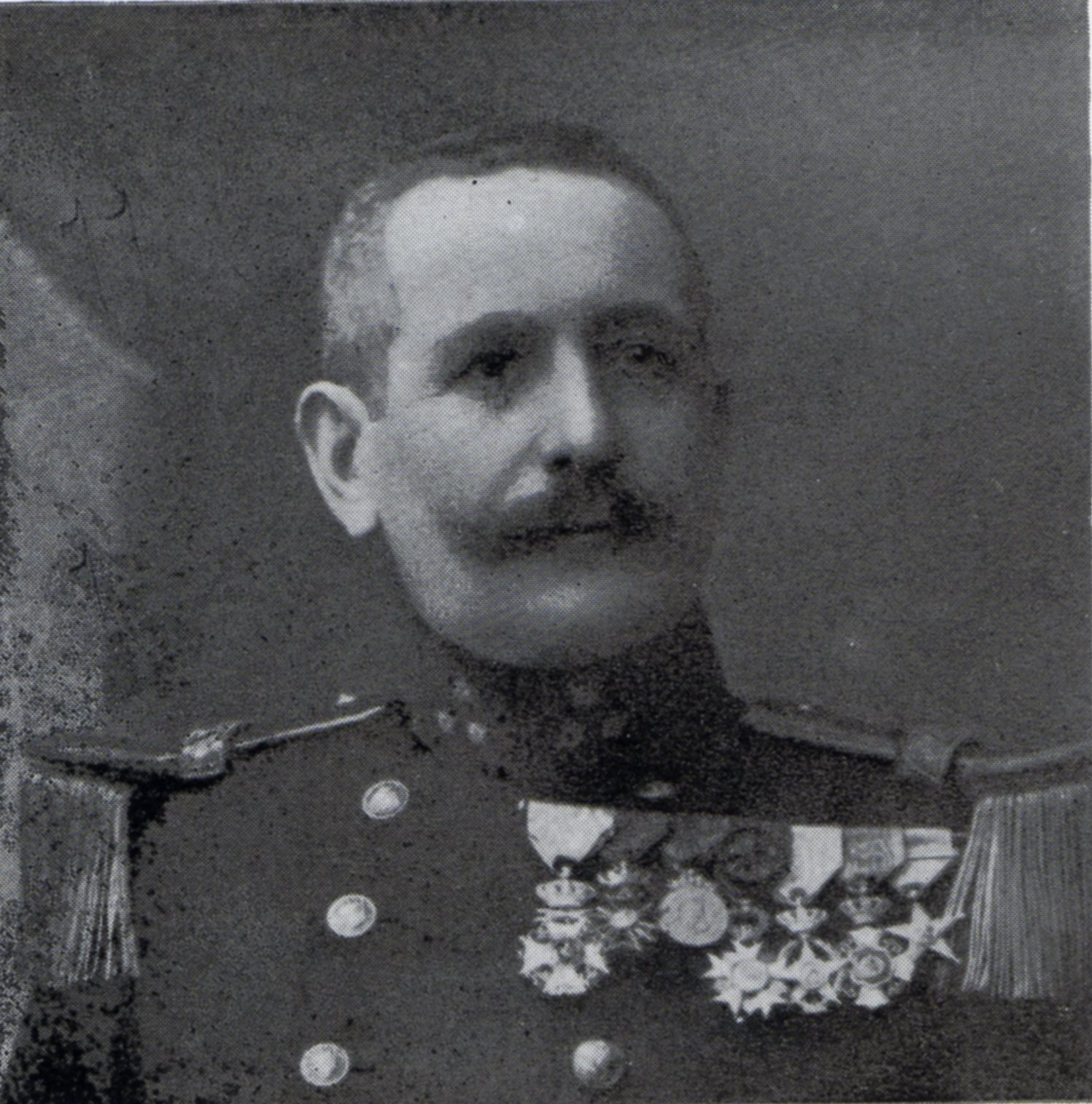
Léon Tonneau (1863-1919), Représentant du Comité Spécial du Katanga (CSK) de 1903 à 1906.

Sous la colonisation belge, à partir de 1884, les ressources minérales furent intensément exploitées par des entreprises européennes dont de nombreuses belges (essentiellement l'Union minière du Haut Katanga). Comme la traite des Noirs avait dépeuplé la région, l'administration coloniale amena des dizaines de milliers de Lubas (du Nord-Katanga ou du Kasaï), d'Angolais, de Rhodésiens, de Rwandais comme travailleurs pour les mines. La province connut l'arrivée de quelques dizaines de milliers de colons. Au 1er janvier 1956 la province comptait 1 496 728 Africains et 31 193 Européens. Avec la construction du chemin de fer BCK reliant la province jusqu'à Port-Francqui, le Katanga connut un développement spécifique et devint un gros pilier de l'économie congolaise.
Durant l'administration par l'État belge de 1907 à 1960, la relégation, une déportation, y fut pratiquée.

### Le Katanga indépendant

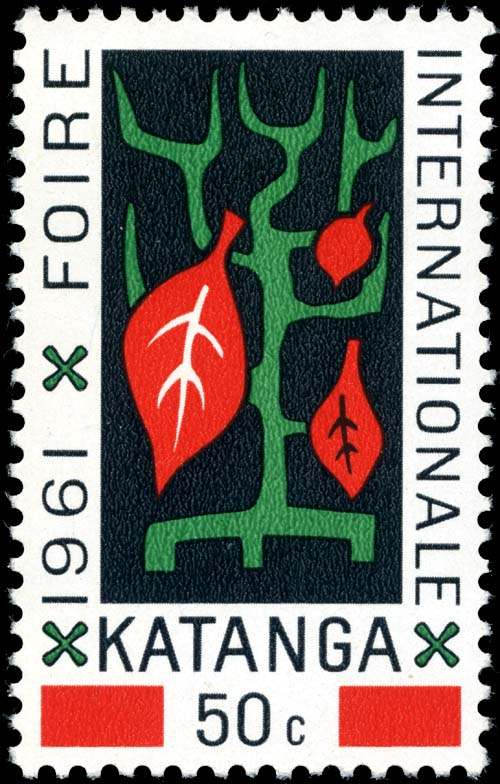
Timbre du Katanga indépendant dessiné par Claude Charlier, à l'occasion de la foire internationale de 1961.

À la suite de l'indépendance du Congo belge en juin 1960, le Katanga fait sécession de la nouvelle république démocratique du Congo, alors gouvernée par Patrice Lumumba, et dès le mois de juillet proclame son indépendance sous l'impulsion de Moïse Tshombé et des milieux d'affaires pro-occidentaux. Moïse Tshombé recrute des mercenaires belges et sud-africains, tandis que le gouvernement belge déploie des troupes, officiellement afin d'assurer la sécurité de ses ressortissants. Les sécessionnistes bénéficient également du soutien des réseaux de Jacques Foccart, le « monsieur Afrique » de l’Élysée.
Lumumba fut destitué en septembre 1960 lors d'un coup d'État orchestré par Joseph Mobutu. Tshombé fit alors appel à la fois à des mercenaires, dont Roger Trinquier, Roger Faulques, Yves de la Bourdonnaye, Henri-Maurice Lasimone, Michel de Clary, Léon Egé, Paul Ropagnol, Robin Wrenacre, Tony de Saint-Paul, l'ex-sous-lieutenant de l'armée française Bob Denard, ainsi qu'au planteur belge Jean Schramme. Ceux-ci combattront contre les troupes de Mobutu, mais aussi, et surtout, ils tiendront tête aux troupes des Nations unies de la fin de l'année 1960 jusqu'à la fin de la sécession, en janvier 1963, initialement épaulés par trois Fouga Magister achetés en France et livrés en février 1961. Leurs équipements hétéroclites, leurs vêtements improvisés et leurs visages souvent dévorés de barbes, les feront surnommer les « affreux » par la population belge qui était restée sur place.
Les forces militaires sous l'égide des Nations unies menèrent une campagne de deux ans pour réintégrer le Katanga au Congo, opération conclue par un plan de réconciliation nationale en janvier 1963.

### La province du Shaba
En 1967, le gouvernement congolais nationalise l'Union minière du Haut Katanga, sous le nom de Générale congolaise des minerais (GECOMIN), qui deviendra par la suite la Gécamines,. En 1971, la république démocratique du Congo est renommée Zaïre par Mobutu, et le Katanga prend le nom de Shaba (signifiant « cuivre » en swahili). Au cours des années 1970, plusieurs insurrections sont matées par le gouvernement central zaïrois avec l'aide de pays étrangers. Par exemple, durant la deuxième guerre du Shaba, le 13 mai 1978, 4 000 rebelles venus d'Angola occupèrent la ville de Kolwezi, le principal centre minier de la province. L'armée nationale fut incapable de tenir le choc. Quelque 700 Africains et 280 Européens trouvèrent la mort lors de cette invasion. Le Zaïre demanda l'aide des États-Unis, de la France, du Maroc et de la Belgique pour restaurer l'ordre. Les 2 800 ressortissants européens restants furent sauvés par le 2e régiment étranger de parachutistes de l'armée française conduit par le colonel Erulin (voir : Bataille de Kolwezi).
En 1993, après l'effondrement du bloc soviétique, la communauté internationale fait pression sur Mobutu afin qu'il démocratise le pays. À la suite d'une large consultation nationale décidée par le président, une conférence nationale dite « souveraine » est organisée. À l'issue de cette conférence présidée par Mgr Laurent Monsengwo Pasinya, Étienne Tshisekedi, un Luba de la région du Kasaï, est nommé Premier ministre. Cette élection provoqua des affrontements meurtriers entre les Katangais « d'origine » et les Kasaïens vivant au Katanga. Du côté katangais, l'inspirateur du mouvement fut le gouverneur Gabriel Kyungu wa Kumwanza (un Luba du Katanga). Cette situation engendra des déplacements massifs des Kasaïens et la perte de leurs emplois. Pendant une longue période, les deux communautés sont demeurées dans un antagonisme qui fut fustigé par la société civile et notamment la conférence épiscopale de l'Église catholique du Katanga.

### La province du Katanga
La province reprit le nom de Katanga en 1997, après la chute et l'exil du président Mobutu Sese Seko lors de la première guerre du Congo,.

## Géographie

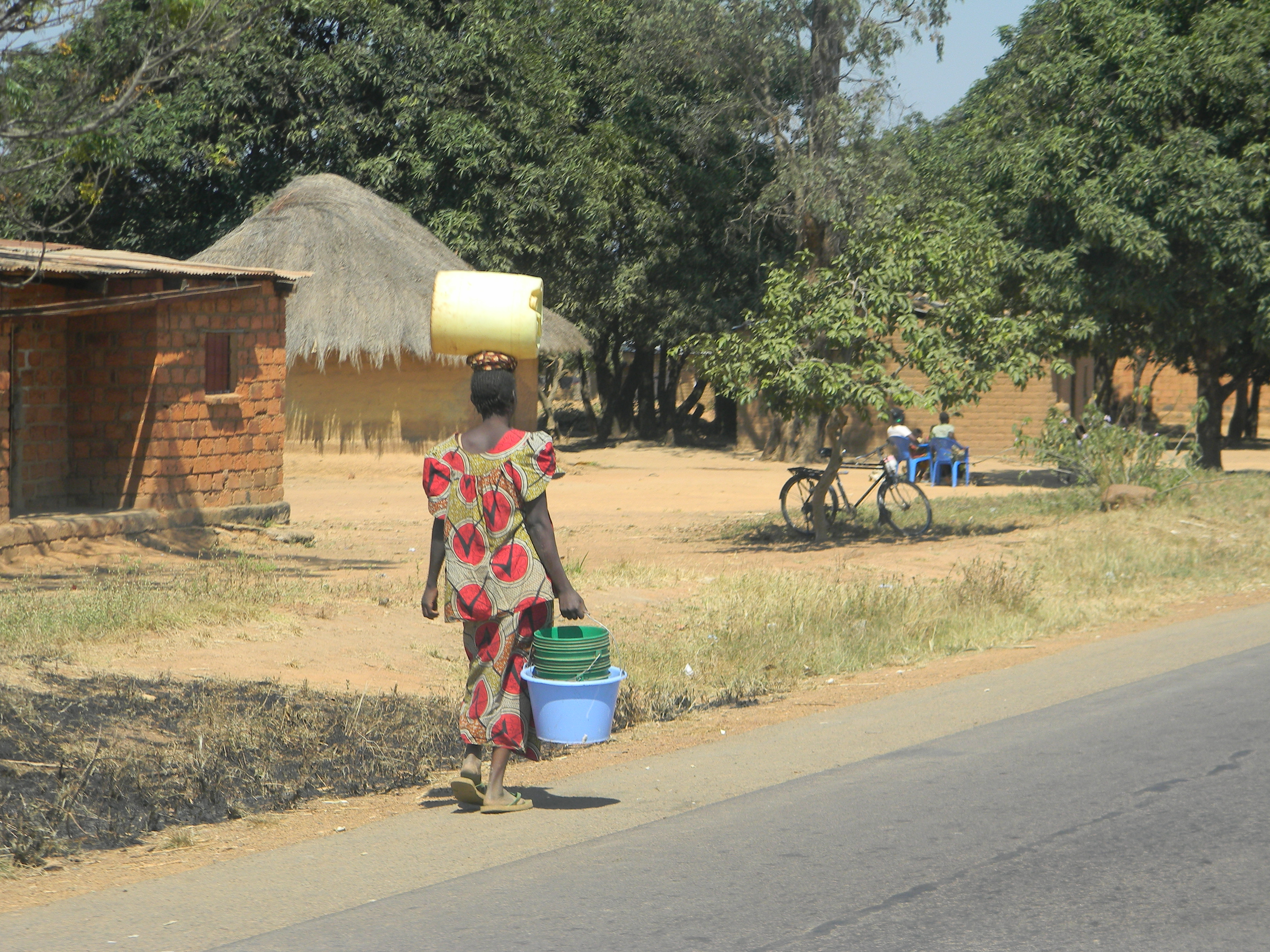
Village aux environs de Lubumbashi.

Située dans le sud-est de la république démocratique du Congo et entièrement dans l'hémisphère austral, la province du Katanga occupe la deuxième position parmi les provinces du pays par sa superficie (la plus grande province étant la province Orientale). Carrefour important, la province est limitée par quatre provinces du pays : le Sud-Kivu au nord-est, le Maniema au nord et la région du Kasaï au nord-ouest. Le Katanga partage avec trois pays la frontière de la RDC : l'Angola au sud-ouest, la Zambie au sud et au sud-est et la Tanzanie à l'est. Le chef-lieu de la province est Lubumbashi (anciennement Élisabethville).
La province du Katanga a deux saisons (saison des pluies et saison sèche) et deux types de climats y règnent. Une partie de la province connaît un climat tropical humide avec une saison sèche et froide qui dure deux à cinq mois selon la région et l'autre partie un climat tempéré avec une température qui peut descendre jusqu'à −3 °C.
La température moyenne annuelle s'élève à 20 °C dans le Sud et à 24 °C dans le Nord. Elle varie entre 19 et 25 °C dans l'ensemble de la province.

## Démographie
Les différentes ethnies de la province sont le plus souvent mélangées, à cause des différentes migrations au cours des derniers siècles (conquêtes, exil, industrialisation). Les groupes dominants sont les Lubas, les Arunds (regroupant les Lundas, les Tchokwés, les Luenas, les Ndembos, les Minungus), les Sangas, les Bembas et les Lambas. Les minorités ethniques sont les Bambote, les Zela, les Bayazi, les Ndembos, les Batabwas, les Kalwenas et les Hembas.

## Codes
Le Katanga, à l'époque de son indépendance, avait pour code :
- KA, selon la liste des préfixes OACI d'immatriculation des aéronefs.

## Programme balistique
À la suite d'un accord conclu en 1975 avec le régime du président Mobutu, le Shaba accueillit, sur un espace étendu de 100 000 km2 [Information douteuse] [réf. souhaitée], nommé Shaba Nord, le développement du programme balistique zaïrois de la société civile allemande OTRAG. [réf. souhaitée] Dès 1977, les essais de tirs commencèrent mais sans résultats tangibles. En 1978, une dernière fusée fut tirée mais elle s'écrasa au sol après quelques secondes de vol, un épisode qui devait marquer la fin de ce programme tant par l'absence de succès que par les pressions politiques exercées par l'URSS et les autres grands voisins africains[Lesquels ?]. [réf. souhaitée]

### Filmographie
- Congo, la paix en otage, film documentaire de Robert Genoud et Marc Le Pap, 2005, 52 minutes
- Le dernier train du Katanga, 1968 de Jack Cardiff avec Yvette Mimieux et Rod Taylor
- Katanga Business, film documentaire de Thierry Michel, 2009, 120 minutes (version cinéma et DVD)
- Katanga, la guerre du cuivre, film documentaire de Thierry Michel, 2010, 92 minutes (version réactualisée de Katanga Business)
- Jadotville, film irlando-sud-africain de réalisé par Richie Smyth, 2016, 108 minutes (Netflix)
- Makala, film documentaire français réalisé par Emmanuel Gras, 2017